# نطق نخستین
نطق نخستین (به انگلیسی: First Utterance) اولین آلبوم گروه موسیقی پراگرسیو راکِ کامِس است که سال ۱۹۷۱ منتشر شد.
این آلبوم تلفیق بدیعی از عناصر موسیقی پراگرسیو راک، فولک، سایکدلیا، مایه‌های پاگانیسم و تجسم مرگ (Macabre) است، با ترانه‌هایی که مواجههٔ معصومیت بی‌پناه را با نیروی متجاوز به تصویر می‌کشند. سازبندی عموماً آکوستیک اثر (شامل گیتار، ویولن، فلوت، و همخوانی شاعرانهٔ زنان) نیز در تضاد با مضامین تیره و خشن آن به کار رفته‌است.
نطق نخستین فروش ناامیدکننده‌ای داشت که چندی بعد باعث فروپاشی گروه شد، اما به عنوان یک آلبوم کالت جایگاه ویژه‌ای در بین هواداران داشته و گروه‌هایی همچون اپث و کارنت ۹۳ از آن الهام گرفته‌اند.